# Euchlaena sirenaria
Euchlaena sirenaria är en fjärilsart som beskrevs av John Kern Strecker 1899. Euchlaena sirenaria ingår i släktet Euchlaena och familjen mätare. Inga underarter finns listade i Catalogue of Life.